# Everett (Pennsylvanie)
Pour les articles homonymes, voir Everett.
Le borough d’Everett est situé dans le comté de Bedford, dans l’État de Pennsylvanie, aux États-Unis. Lors du recensement de 2000, il comptait 1 905 habitants.

## Personnalité liée à la localité
Dean Koontz est né à Everett.